# Loki Focisuli
A Loki Focisuli egy labdarúgó utánpótlás-nevelő egyesület Debrecenben, 2003. július 15-én alakult.
Az egyesületben 5 éves kortól egészen 12 éves korig nevelik a focista palántákat a korosztályos képzés alapelveinek megfelelően, melynek lényege, hogy minden évfolyamnak külön-külön edzője van, aki az életkornak megfelelő edzésmunkával biztosítja a gyerekek optimális fejlődését. A közel 150 gyermekkel 10 szakképzett edző, testnevelő, pedagógus foglalkozik, ami garancia arra, hogy kiemelkedő szakmai munka folyik.
A gyermekeket 12 éves kor után átadják a Debreceni Labdarúgó Akadémiának, hogy ott fejlődhessenek tovább. A két egyesület között együttműködési szerződés jött létre, amellyel biztosítani szeretnék a tehetséges gyermekek számára a töretlen fejlődési lehetőséget.

## Az egyesület sikerei
A Loki Focisuli a csapatait rendszeresen versenyezteti, színvonalas hazai és külföldi megmérettetéseken vesznek részt. Számtalan tornát nyertek már, itthon és külföldön egyaránt. Mindezeket figyelembe véve határozottan állítható, hogy a Loki Focisuli országos szinten is kiemelkedő utánpótlás-nevelő munkát végez.

## Az egyesület céljai
A Loki Focisuli egyesület céljai:
- a labdarúgás sportág népszerűsítése, tömegbázisának növelése
- a régióban élő tehetségek kiválasztása és szervezett keretek közötti oktatása
- amatőr labdarúgók felkészítése a hivatásos sporttevékenységre
- versenyek szervezése, bekapcsolódás az országos és a megyei versenyrendszerbe
- Debrecen város képviselete az utánpótlás labdarúgó versenyeken

## Az egyesület szakmai stábja
- Szakmai igazgató: Lente Lajos
- Szakmai vezető: Forián Zsolt
- Korosztályos csapat edzők:
  - Opre Gergely
  - Habi Roland
  - Pénzes László
  - Moskovits Gábor
  - Balogh József
  - Kolozsi Sándor
  - Kaszás János